# Miguel Parra

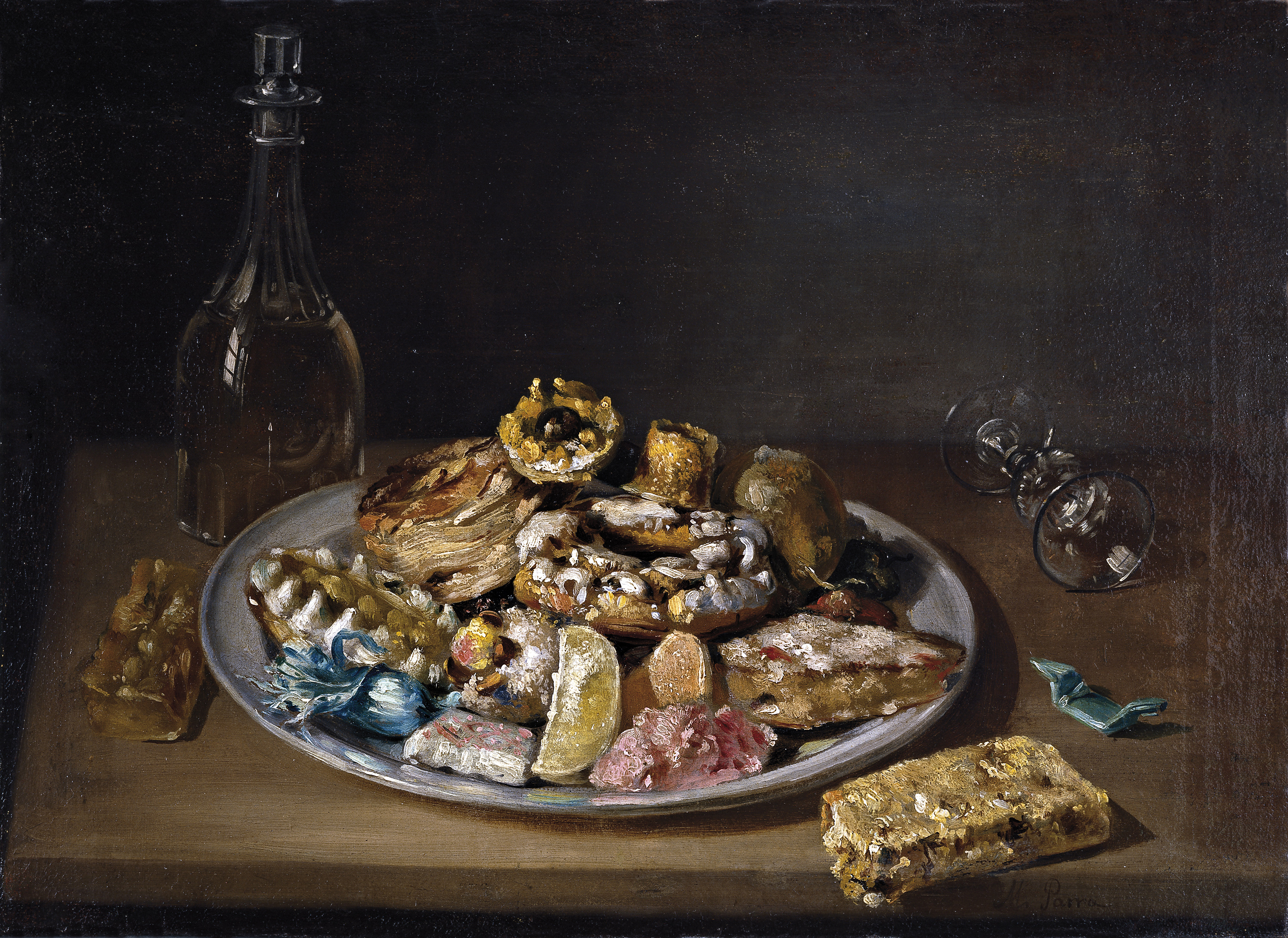
Plato de dulces, óleo sobre lienzo, 38 x 52 cm, Madrid, Museo del Prado.

Miguel Parra Abril (Valencia, 1780-Madrid, 1846) fue un pintor español especializado en naturalezas muertas y retratos, pintor de cámara de Fernando VII e Isabel II.

## Biografía y obra
Estudió con Benito Espinós en la Escuela de Flores y Ornatos integrada en la Real Academia de Bellas Artes de San Carlos donde bajo la influencia de Vicente López, su futuro cuñado, se inició también en el retrato. En 1803 fue nombrado académico de mérito de la Academia de San Carlos por la pintura de flores y en 1811 por la pintura historiada.  Tras fracasar en su pretensión de suceder a Benito Espinós en la dirección del Estudio de Flores se trasladó a Madrid, donde el 29 de diciembre de 1814 obtuvo el nombramiento de pintor de cámara en recompensa por el lienzo dedicado al Paso del río Fluvià por Fernando VII en su regreso a España (Patrimonio Nacional). Inmediatamente y a semejanza de aquel cuadro se le encargó una serie de pinturas conmemorativas de las entradas triunfales de Fernando VII a su regreso a España, de las que solo concluyó la Entrada triunfal de Fernando VII en Valencia  y la entrada en Zaragoza. Retornó a Valencia con una pensión anual de 600 ducados y en 1821 fue nombrado director de Pintura de la academia de San Carlos, de la que dos años más tarde fue designado director general. Pintor versátil, trabajó también al fresco en las pechinas y  bóvedas del crucero de la iglesia de San Juan Bautista de Muro de Alcoy, concluida hacia 1837. Falleció en 1846 en Madrid a donde había acudido para presentar a su hijo José Felipe a la reina Isabel II.
Más que en los retratos, entre ellos el de Francisco Javier Elío (Museo del Prado), o en la pintura historiada, géneros en los que se advierte la sumisión del pintor a los modos academicistas, es en las flores y en los bodegones donde la pintura de Parra adquiere mayor interés por la ambición de algunas de sus composiciones o por el modo personal de reinterpretarlas, tal como se puede apreciar en el Plato de dulces del Museo del Prado, en el que con una composición rigurosamente simétrica, que recuerda los tradicionales bodegones de Juan van der Hamen o, en Valencia, de Tomás Yepes, utiliza una pincelada muy suelta, buscando una impresión general antes que la minuciosa reproducción de las texturas.